# Kr00k
Kr00k (également écrit KrØØk) est une faille de sécurité qui permet à un attaquant de déchiffrer des communications Wi-Fi utilisant le mécanisme de sécurité WPA2. Cette vulnérabilité a été découverte par l'entreprise de sécurité ESET en 2019 et porte l'identifiant CVE-2019-15126,. D'après ESET, cette vulnérabilité affectait, au moment de sa découverte, plus d'un milliard de systèmes.

## Découverte
Kr00k a été découvert par l'équipe de recherche expérimentale et de détection d'ESET, en particulier le chercheur en sécurité d'ESET, Miloš Čermák.
La vulnérabilité a été nommée Kr00k par Robert Lipovsky et Stefan Svorencik. Elle a été découverte alors qu'ils essayaient des variantes de l'attaque KRACK.
D'abord observée dans les puces fabriquées par Broadcom et Cypress, des vulnérabilités similaires ont été trouvées dans d'autres implémentations, dont notamment celles de Qualcomm et MediaTek,.

## Patchs
La vulnérabilité a été corrigée logiciellement par différents éditeurs dont :
- iOS 13.2 et iPadOS 13.2 - 28 octobre 2019 [1]
- macOS Catalina 10.15.1, mise à jour de sécurité 2019-001 et mise à jour de sécurité 2019-006 du 29 octobre 2019
- Huawei :

## Appareils vulnérables
Au cours des recherches, plus d'une douzaine de systèmes très populaires ont été constatés comme vulnérables. Cela inclut les appareils suivants : 
- Amazon Echo 2e génération
- Amazon Kindle 8e génération
- Apple iPad mini 2
- Apple iPhone 6, 6S, 8, XR
- Apple MacBook Air Retina 13 pouces 2018
- Routeurs sans fil Asus (RT-AC1200G +, RT-AC68U), mais corrigés dans la version du micrologiciel 3.0.0.4.382.5161220 en mars 2020
- Google Nexus 5
- Google Nexus 6
- Google Nexus 6P
- Raspberry Pi 3
- Samsung Galaxy S4 GT-I9505
- Samsung Galaxy S8
- Xiaomi Redmi 3S

Cisco a découvert que plusieurs de ses appareils étaient vulnérables et travaille sur des correctifs. L'identifiant cisco-sa-20200226-wi-fi-info-disclosure y a été associé.